# Antonio Nusa
Antonio Eromonsele Nordby Nusa (Ski, 17 aprile 2005) è un calciatore norvegese, attaccante del RB Lipsia e della nazionale norvegese.

## Biografia
Nato in Norvegia, da madre norvegese e padre nigeriano.

## Caratteristiche tecniche
Esterno sinistro, di piede destro, viene paragonato al brasiliano Neymar, a cui ha dichiarato di ispirarsi.

## Carriera

### Club

#### Stabæk
Nusa è cresciuto nelle giovanili del Langhus, prima di entrare a far parte di quelle dello Stabæk. Il 6 maggio 2021 ha firmato un contratto professionistico con il club, legandosi fino al 31 dicembre 2023. Ha esordito in Eliteserien il 30 maggio successivo, sostituendo Kornelius Hansen nella sconfitta per 4-2 subita in casa del Rosenborg. Il 27 giugno 2021 ha trovato la prima rete nella massima divisione locale, nella partita partita persa per 4-1 sul campo del Bodø/Glimt. Il 30 giugno ha realizzato una doppietta, in occasione del pareggio per 3-3 contro il Viking.

#### Club Bruges
Il 31 agosto 2021, i belgi del Club Bruges hanno reso noto l'acquisto di Nusa, che ha firmato un contratto triennale con il nuovo club. Lo Stabæk ha riconosciuto al Langhus un premio di formazione di 100.000 corone. Il 13 febbraio 2022 ha debuttato nella Pro League, subentrando ad Andreas Skov Olsen nella vittoria interna per 2-0 sullo Charleroi. L'8 maggio seguente ha realizzato il primo gol in campionato, nella vittoria per 0-2 sul campo dell'Union Saint-Gilloise: è diventato il più giovane marcatore della storia del club, con i suoi 17 anni e 21 giorni, battendo il record precedentemente detenuto da Dirk Hinderyckx dal 1974.
Il 13 settembre 2022 ha giocato invece la prima partita nelle competizioni europee: è sceso in campo in sostituzione di Ferran Jutglà nella vittoria per 0-4 arrivata in casa del Porto, in una sfida valida per l'edizione stagionale della Champions League: nella stessa sfida, ha trovato il primo gol in questa manifestazione. Il 15 settembre, Nusa ha prolungato il contratto con il Club Bruges fino al 30 giugno 2025. Il 27 aprile 2023, ha nuovamente rinnovato il suo contratto con la società fiamminga, stavolta fino al 30 giugno 2027.

#### RB Lipsia
Il 13 gennaio 2025 viene acquistato dal Lipsia. Firma un contratto fino al 2029 e sceglie la maglia numero 7. Il 18 gennaio 2025 segna all'esordio con il Lipsia nell'incontro di DFB Pokal vinto per 4-1 contro il Rot-Weiss Essen. Si ripete anche all'esordio in campionato, segnando il gol decisivo contro il Bochum (1-0) pochi minuti dopo il suo ingresso in campo.

### Nazionale
Il 29 agosto 2023 viene convocato per la prima volta in nazionale maggiore. Il 7 settembre seguente fa il suo esordio nell'amichevole vinta 6-0 contro la Giordania, andando subito a segno dopo 11 minuti; al contempo diviene, all'età di 18 anni e 144 giorni, il secondo giocatore più giovane a realizzare un gol per la Norvegia dopo Roald Jensen.
Il 6 giugno 2025 segna nella partita vinta 3-0 contro l’Italia, valida per le qualificazioni ai Mondiali del 2026. 

## Statistiche

### Presenze e reti nei club
Statistiche aggiornate al 9 giugno 2025.
| Stagione           | Club               | Campionato         | Campionato | Campionato | Coppe nazionali | Coppe nazionali | Coppe nazionali | Coppe continentali | Coppe continentali | Coppe continentali | Supercoppe | Supercoppe | Supercoppe | Totale | Totale |
| Stagione           | Club               | Comp               | Pres       | Reti       | Comp            | Pres            | Reti            | Comp               | Pres               | Reti               | Comp       | Pres       | Reti       | Pres   | Reti   |
| ------------------ | ------------------ | ------------------ | ---------- | ---------- | --------------- | --------------- | --------------- | ------------------ | ------------------ | ------------------ | ---------- | ---------- | ---------- | ------ | ------ |
| mag. -ago.2021     | Stabæk             | ES                 | 11         | 3          | CN              | 2               | 0               | -                  | -                  | -                  | -          | -          | -          | 13     | 3      |
| 2021-2022          | Club Bruges        | D1                 | 1+2        | 0+1        | CB              | 1               | 0               | UCL                | 0                  | 0                  | SB         | -          | -          | 4      | 1      |
| 2022-2023          | Club NXT           | D2                 | 1+1        | 0+0        | CB              | -               | -               |                    | -                  | -                  |            | -          | -          | 2      | 0      |
| 2022-2023          | Club Bruges        | D1                 | 21+5       | 1+0        | CB              | 1               | 0               | UCL                | 4                  | 1                  | SB         | 1          | 0          | 32     | 2      |
| 2023-2024          | Club Bruges        | D1                 | 20+10      | 3+0        | CB              | 3               | 0               | UECL               | 13                 | 1                  |            |            |            | 46     | 4      |
| lug. -ago.2024     | Club Bruges        | D1                 | 3          | 0          | CB              | -               | -               | UCL                | -                  | -                  | SB         | 1          | 0          | 4      | 0      |
| Totale Club Bruges | Totale Club Bruges | Totale Club Bruges | 45+17      | 4+1        |                 | 5               | 0               |                    | 17                 | 2                  |            | 2          | 0          | 86     | 7      |
| 2024-2025          | RB Lipsia          | BL                 | 25         | 3          | CG              | 3               | 2               | UCL                | 8                  | 0                  | -          | -          | -          | 36     | 5      |
| Totale carriera    | Totale carriera    | Totale carriera    | 82+18      | 10+1       |                 | 10              | 2               |                    | 25                 | 2                  |            | 2          | 0          | 137    | 15     |

### Cronologia presenze e reti in nazionale
| Cronologia completa delle presenze e delle reti in nazionale ― Norvegia | Cronologia completa delle presenze e delle reti in nazionale ― Norvegia | Cronologia completa delle presenze e delle reti in nazionale ― Norvegia | Cronologia completa delle presenze e delle reti in nazionale ― Norvegia | Cronologia completa delle presenze e delle reti in nazionale ― Norvegia | Cronologia completa delle presenze e delle reti in nazionale ― Norvegia | Cronologia completa delle presenze e delle reti in nazionale ― Norvegia | Cronologia completa delle presenze e delle reti in nazionale ― Norvegia |
| Data                                                                    | Città                                                                   | In casa                                                                 | Risultato                                                               | Ospiti                                                                  | Competizione                                                            | Reti                                                                    | Note                                                                    |
| ----------------------------------------------------------------------- | ----------------------------------------------------------------------- | ----------------------------------------------------------------------- | ----------------------------------------------------------------------- | ----------------------------------------------------------------------- | ----------------------------------------------------------------------- | ----------------------------------------------------------------------- | ----------------------------------------------------------------------- |
| 7-9-2023                                                                | Oslo                                                                    | Norvegia                                                                | 6 – 0                                                                   | Giordania                                                               | Amichevole                                                              | 1                                                                       | 73’                                                                     |
| 12-9-2023                                                               | Oslo                                                                    | Norvegia                                                                | 2 – 1                                                                   | Georgia                                                                 | Qual. Euro 2024                                                         | -                                                                       | 71’                                                                     |
| 12-10-2023                                                              | Larnaca                                                                 | Cipro                                                                   | 0 – 4                                                                   | Norvegia                                                                | Qual. Euro 2024                                                         | -                                                                       | 64’                                                                     |
| 15-10-2023                                                              | Oslo                                                                    | Norvegia                                                                | 0 – 1                                                                   | Spagna                                                                  | Qual. Euro 2024                                                         | -                                                                       | 58’                                                                     |
| 26-3-2024                                                               | Oslo                                                                    | Norvegia                                                                | 1 – 1                                                                   | Slovacchia                                                              | Amichevole                                                              | -                                                                       | 62’                                                                     |
| 5-6-2024                                                                | Oslo                                                                    | Norvegia                                                                | 3 – 0                                                                   | Kosovo                                                                  | Amichevole                                                              | -                                                                       | 46’                                                                     |
| 8-6-2024                                                                | Brøndbyvester                                                           | Danimarca                                                               | 3 – 1                                                                   | Norvegia                                                                | Amichevole                                                              | -                                                                       | 46’                                                                     |
| 6-9-2024                                                                | Almaty                                                                  | Kazakistan                                                              | 0 – 0                                                                   | Norvegia                                                                | UEFA Nations League 2024-2025 - 1º turno                                | -                                                                       | 84’                                                                     |
| 9-9-2024                                                                | Oslo                                                                    | Norvegia                                                                | 2 – 1                                                                   | Austria                                                                 | UEFA Nations League 2024-2025 - 1º turno                                | -                                                                       | 46’                                                                     |
| 10-10-2024                                                              | Oslo                                                                    | Norvegia                                                                | 3 – 0                                                                   | Slovenia                                                                | UEFA Nations League 2024-2025 - 1º turno                                | -                                                                       | 76’                                                                     |
| 13-10-2024                                                              | Linz                                                                    | Austria                                                                 | 5 – 1                                                                   | Norvegia                                                                | UEFA Nations League 2024-2025 - 1º turno                                | -                                                                       | 63’                                                                     |
| 14-11-2024                                                              | Lubiana                                                                 | Slovenia                                                                | 1 – 4                                                                   | Norvegia                                                                | UEFA Nations League 2024-2025 - 1º turno                                | 2                                                                       | 71’                                                                     |
| 17-11-2024                                                              | Oslo                                                                    | Norvegia                                                                | 5 – 0                                                                   | Kazakistan                                                              | UEFA Nations League 2024-2025 - 1º turno                                | 1                                                                       |                                                                         |
| 6-6-2025                                                                | Oslo                                                                    | Norvegia                                                                | 3 – 0                                                                   | Italia                                                                  | Qual. Mondiali 2026                                                     | 1                                                                       | 75’                                                                     |
| 9-6-2025                                                                | Tallinn                                                                 | Estonia                                                                 | 0 – 1                                                                   | Norvegia                                                                | Qual. Mondiali 2026                                                     | -                                                                       | 68’                                                                     |
| Totale                                                                  |                                                                         | Presenze                                                                | 15                                                                      |                                                                         | Reti                                                                    | 5                                                                       |                                                                         |

## Palmarès

### Club

#### Competizioni nazionali
- Campionato belga: 2

Club Bruges: 2021-2022, 2023-2024
- Supercoppa del Belgio: 1

Club Bruges: 2022